# Пікнометр

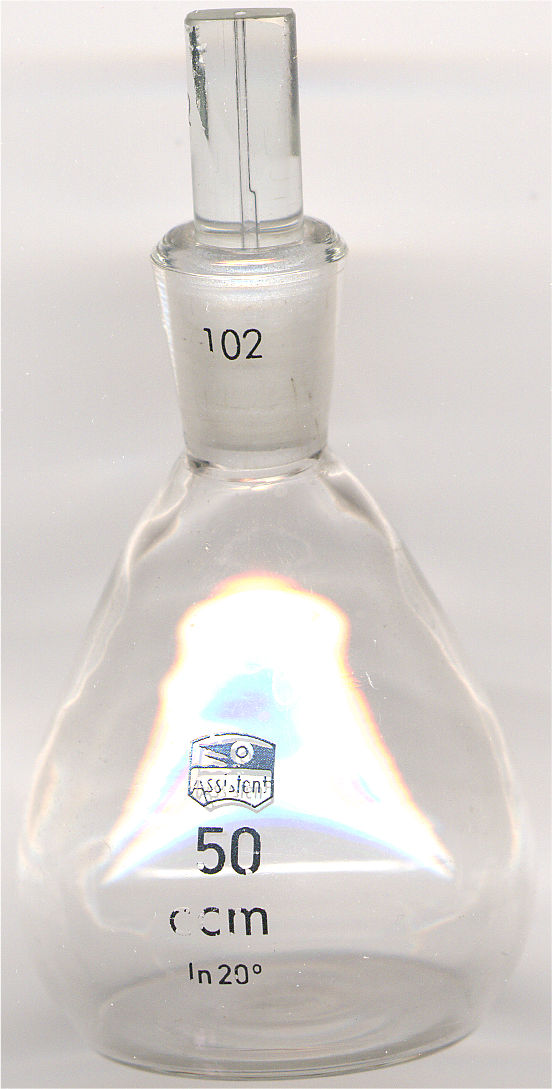
Пікнометр

Пікнометр (від дав.-гр. πυκνός — «щільний» и μετρέω — «вимірюю»; рос. пикнометр; англ. pycnometer, densimeter, specific gravity bottle, нім. Pyknometer n, Dichtemesser m) — скляна посудина невеликої ємності (кілька см³) та спеціальної форми для визначення густини газоподібних, рідких або твердих речовин.

## Принцип роботи
Вимірювання густини пікнометром базується на зважуванні речовини, що знаходиться в ньому (зазвичай у рідкому стані), яка заповнює пікнометр до мітки на горловині або до верхнього краю капіляра, що відповідає номінальній місткості пікнометра. Вимірювання об'єму значно спрощується, якщо замість однієї мітки пікнометр має шкалу. Дуже зручний у роботі пікнометр з бічною капілярною трубкою, корком якої служить тіло термометра. Густину твердих тіл визначають, занурюючи їх у пікнометр з рідиною. Для вимірювання густини газів застосовують пікнометри спеціальної форми (кулясті тощо).

## Основні переваги методу вимірювання
Основні переваги пікнометричного методу визначення густини:
- висока точність вимірювань (до 10−5 г/см³);
- можливість використання малих кількостей речовини (0,5…100 см³);
- мала площа вільної поверхні рідини в пікнометрі, що практично виключає випаровування рідини і поглинання вологи з повітря;
- роздільне проведення операцій термостатування і подальшого зважування.